# Hunimund
Hunimund (Filius Hermanarici) známý také jako Krásný či Veliký (asi 395? – po 469?) byl králem dunajských Svébů a syn svébského krále Hermericha.
V roce 454 bojoval společně s Ardarichem proti Hunům v bitvě u Nedao. Poté Hunimund založil krátce trvající království na území Markomanů a Kvádů. 
V roce 469 společně s germánskými kmeny vedenými Alarichem, Ardarichem a Edekem utrpěl krvavou porážku v bitvě u Bolie proti ostrogótskému králi Theodemirovi. Po této bitvě Ostrogóti ovládli kvádské a skirské území. Hunimud uprchl do pohoří Harz. Svébové odešli do země „Suavia“ a dali své jméno německému území Švábsko.
Bratrem Hunimunda byl Rechila, král Svébů na území Gallaecie nacházející se na severozápadě Pyrenejského poloostrova, kde se dnes nachází Asturie, provincie León a Galicie. Pravděpodobným Hunimundovým synem byl Agilulf, od nějž svůj původ odvozovala šlechtická rodina Agilolfingové.